# Doormannsweg
Der Doormannsweg ist eine Hauptverkehrsstraße im Hamburger Stadtteil Eimsbüttel. Sie verläuft vom Südende der Straße Schulweg in Höhe der Tornquiststraße nach Süden bis zum Alsenplatz an der Grenze zu Altona-Nord. Sie ist Teil des Ring 2, des mittleren der drei Hamburger Straßenhalbringe, und nördlich der Fruchtallee Bestandteil der Bundesstraße 5. Sie trägt den Straßenschlüssel D147.
Die Straße ist dadurch geprägt, dass sie ausschließlich von Bebauung gesäumt ist, die nach dem Zweiten Weltkrieg errichtet wurde. Die gesamte Strecke ist vierspurig ausgebaut.

## Name, Verlauf und Geschichte

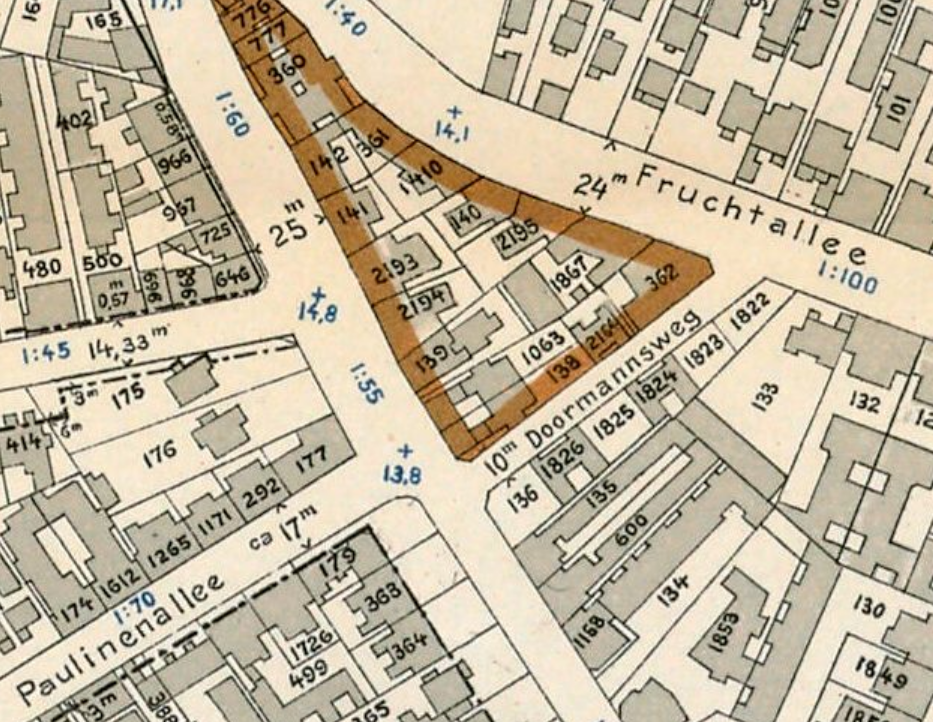
Lage des Doormannsweges im Bebauungsplan von 1904.

Der Doormannsweg wurde ursprünglich Ende des 19. Jahrhunderts als kleine Verbindungsstraße zwischen der Fruchtallee und der Eimsbütteler Chaussee angelegt und nach einer Hamburger Ratsherrenfamilie des 18. und 19. Jahrhunderts benannt, aus der unter anderem der Bürgermeister Frans Doormann stammte. Diese war in Eimsbüttel begütert. Vor der offiziellen Benennung (1896) war der kurze Weg im Volksmund als „Katzenstieg“ bekannt. Nach den großflächigen Zerstörungen Eimsbüttels im Zweiten Weltkrieg wurde der Doormannsweg in den 1960er Jahren nach Süden bis zur Stadtteilgrenze nach Altona-Nord und nach Norden bis zum Schulweg verlängert und zudem auf gesamter Länge vierspurig als Teil des mittleren Straßenhalbringes ausgebaut. Reste der Vorkriegsbebauung, die noch im Wege standen, wurden abgebrochen. Die Nummerierung verläuft von Norden nach Süden. Die Straße ist nördlich der Fruchtallee Teil der Bundesstraße 5.

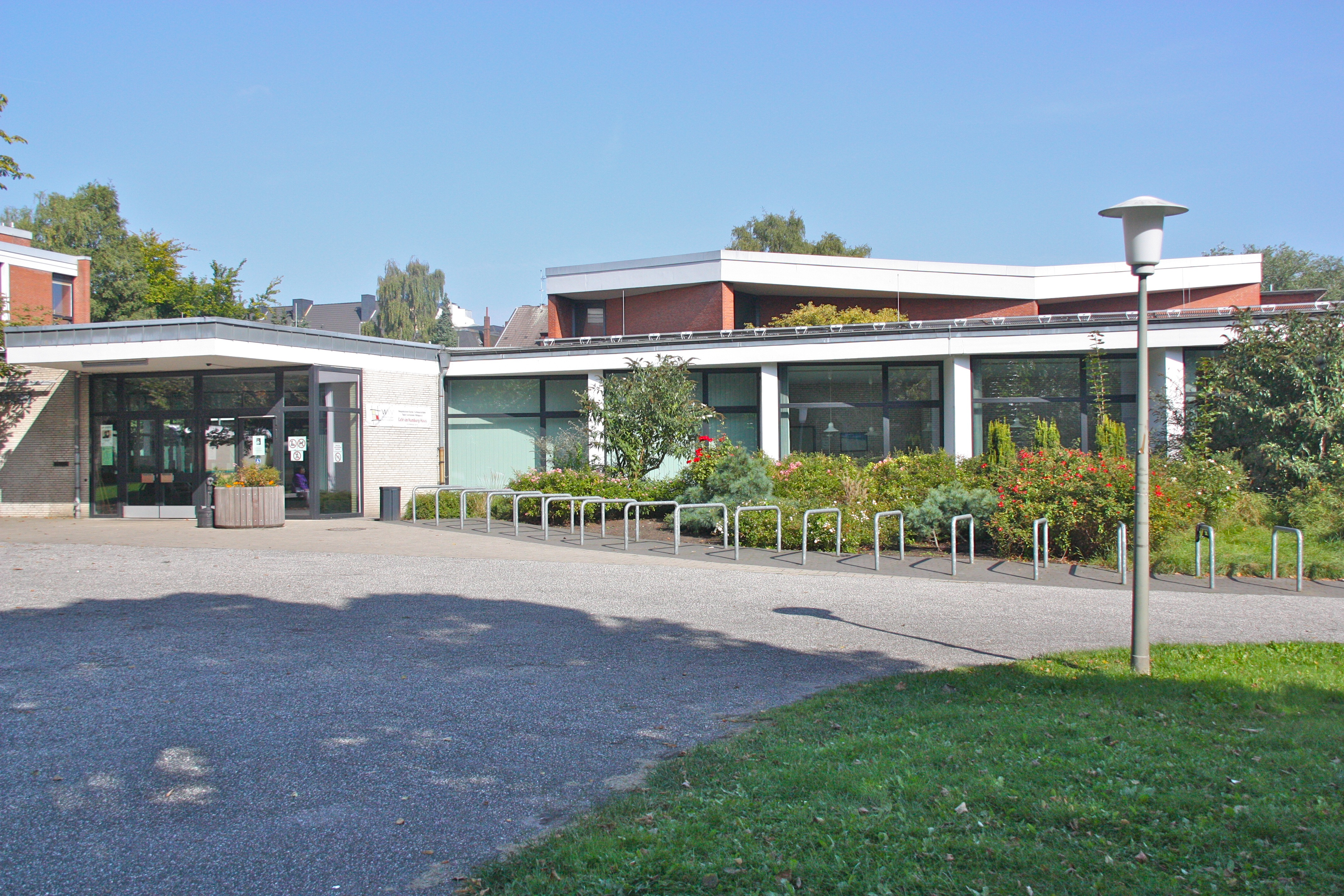
Hamburg-Haus Eimsbüttel

Kurz hinter der Einmündung der Tornquiststraße befindet sich auf der rechten Seite der Straße das Hamburg-Haus Eimsbüttel, das inzwischen unter Denkmalschutz steht. Auch einige der im und vor dem Haus vorhandenen Skulpturen stehen unter Denkmalschutz. Es wurde von dem Architekten Paul Seitz entworfen, der zu diesem Zeitpunkt Erster Baudirektor und Leiter des Hochbauamtes in Hamburg war. Die Eröffnung erfolgte 1965. Mit dem bereits 1852 errichteten und seit 1926 der Öffentlichkeit zugänglichen Wehbers Park schließt sich südlich eine Grünanlage an. Auch auf der linken Seite befindet sich in gleicher Höhe eine (kleinere) Grünanlage.

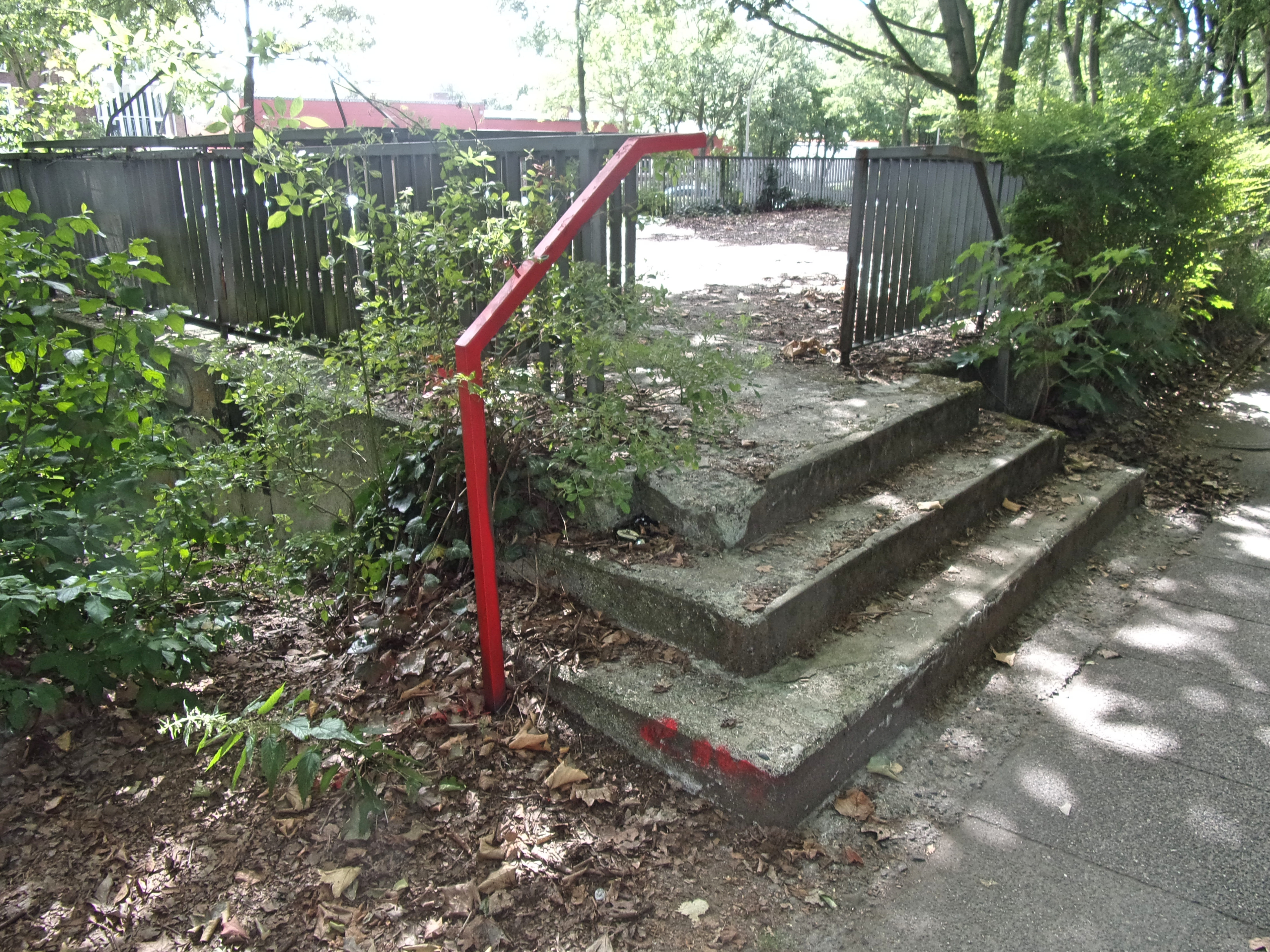
Eingang zum Tiefbunker.

Ab Höhe der Kreuzung mit der Fruchtallee werden die Richtungsfahrstreifen gen Norden und Süden baulich voneinander getrennt und bis zum südlichen Ende am Alsenplatz so geführt. Auf dem dadurch entstandenen schmalen Mittelstreifen wurden Bäume angepflanzt. Südlich der Eimsbütteler Chaussee wurde rechts der Straße ein Grünstreifen angelegt. In diesem befindet sich kurz vor dem stumpfen Ende der nicht auf den Doormannsweg auftreffenden Gravensteiner Straße ein Tiefbunker, der sich seit 1968 im Zuständigkeitsbereich des Bezirksamts Eimsbüttel befindet. Einige Meter südlich steht ein Grenzstein von 1912, der unter Denkmalschutz steht.
Die Kreuzung zur Fruchtallee gilt als eine der für Fußgänger und Radfahrer gefährlichsten Kreuzungen Hamburgs. 2015 ergab eine Große Anfrage in der Hamburger Bürgerschaft, dass im Zeitraum 2011 bis 2015 13 Radfahrer und Fußgänger verletzt wurden und ein Radfahrer starb.

## Öffentlicher Personennahverkehr

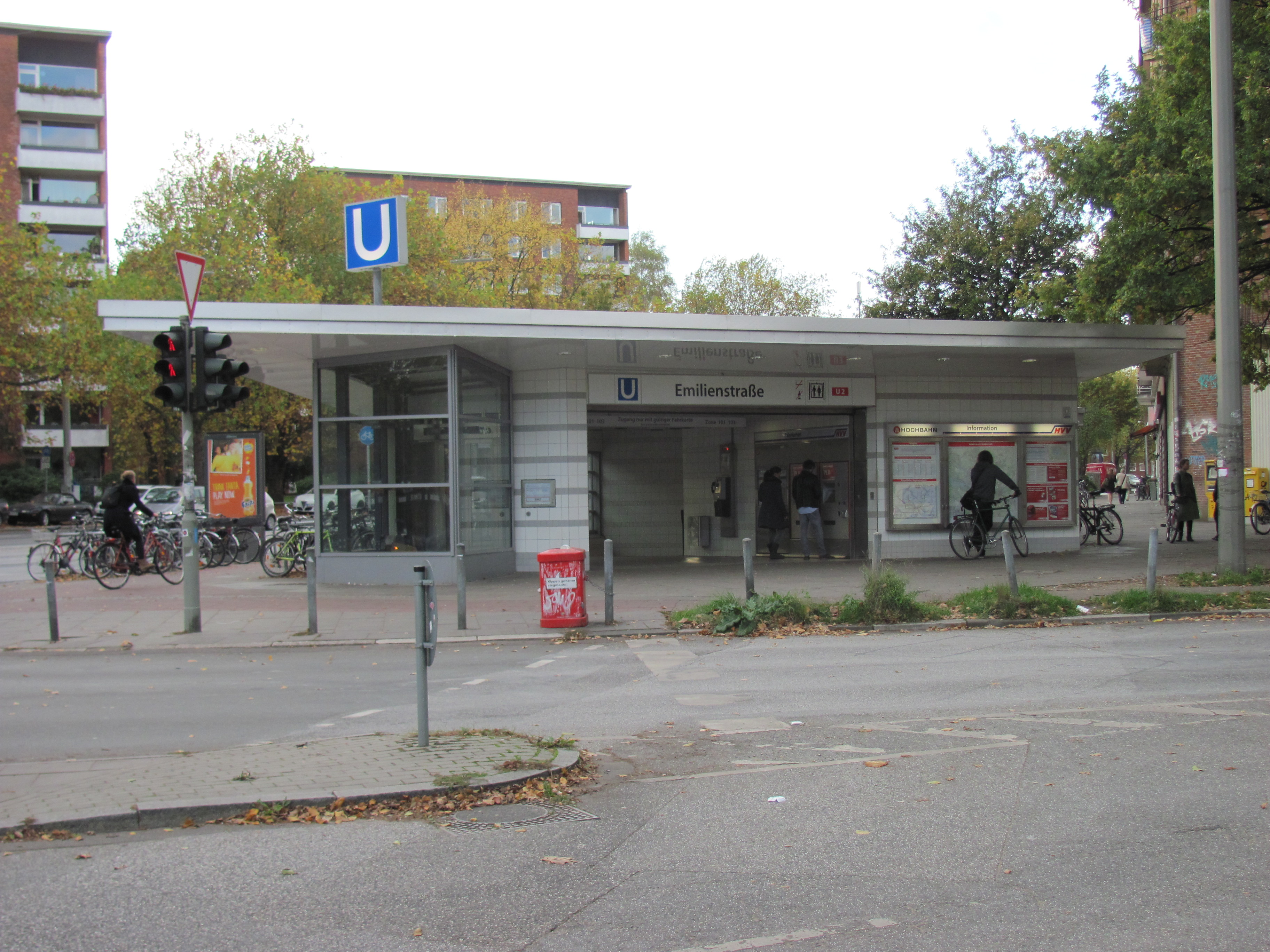
Der U-Bahnhof Emilienstraße liegt etwa 200 Meter westlich des Doormannsweges in der Fruchtallee.

Gut 200 Meter westlich des Doormannsweges befindet sich in der Fruchtallee seit 1913 die Haltestelle Emilienstraße der U-Bahn-Linie 2 der Hamburger U-Bahn. Zum Bauzeitpunkt war sie Teil der Eimsbütteler Zweigstrecke. Im Doormannsweg selbst gibt es keinen Schnellbahnanschluss.
Im Doormannsweg liegt in Höhe des Hamburg-Hauses die Bushaltestelle „Fruchtallee (Hamburg-Haus)“. Derzeit bedienen die Metrobuslinien 20 (Bf. Altona über S Holstenstraße und U/S Sternschanze und dann weiter über Hoheluft, UK Eppendorf, Eppendorfer Marktplatz, City Nord bis S Rübenkamp) und 25 (Bf. Altona über S Holstenstraße und dann weiter über U Kellinghusenstraße, Winterhude und U Mundsburg bis U Burgstraße) sowie die Nachtbuslinie 603 (Rathausmarkt über U Gänsemarkt, Bf. Dammtor, U Schlump und dann weiter über U Osterstraße, Stellingen und Eidelstedt bis Schnelsen) die Haltestelle.